# Habsburg Gabriella
Gabriela Maria Habsburg-Lothringen (Luxembourg, 1956. október 14. –) származásából fakadóan osztrák főhercegnő, IV. Károly osztrák császár és magyar király unokája, 2009. november 6. és 2013. január 15. között Grúzia németországi nagykövete volt. Szabadidejében litográfiával, absztrakt szobrászattal foglalkozik, műveit elsősorban rozsdamentes acélból készíti.

## Élete
1956-ban született a luxemburgi fővárosban Habsburg Ottó osztrák főherceg és Regina szász–meiningeni hercegnő negyedik gyermekeként. Keresztelése szerint a neve: Gabriela Maria Charlotte Felicitas Elisabeth Antonia. A polgári anyakönyvben a vezetéknevét "von Österreich-Ungarn"-nak jegyezték be.
Gyermekkorát a szülei száműzetési rezidenciájában, a pöckingi Villa Austriában töltötte. Bár az ősei vitathatatlanul történelem alakító família volt, állítása szerint sosem volt téma a családjukban a politika.
1976-ban végzett középiskolai tanulmányaival, majd két évig a müncheni Lajos–Miksa Egyetemen tanult filozófiát. 1978-tól 1982-ig a Müncheni Művészeti Akadémián tanult, ahol tanárai volt például Robert Jacobsen és Eduardo Paolozzi.
Bár az utolsó osztrák-magyar uralkodó unokája, mégsem hordja rangját (osztrák főhercegnő, magyar és cseh királyi hercegnő). Ennek egyik oka, hogy Ausztriában és Magyarországon jelenleg illegitim a nemesi címek használata.

## Munkássága
2001-ben a grúz Tbiliszi Művészeti Akadémiáján dolgozott, mint professzor, de eközben a Sommerakademie Neuburg an der Donau-ban is tanított Németországban, egészen 2005-ig. Diákjaiban megtalálta a kreativitást és a vígságot, rá pedig Grúzia volt nagy hatással. Az ottani munkássága miatt kapta meg a grúz állampolgárságot. Jelenleg öt hektáros szőlőültetvénye van Grúziában, ahol bortermeléssel foglalkozik.
2009. november 6-án nevezték ki Grúzia németországi nagykövetének, mely posztot 2013. január 15-ig töltötte be; ez idő alatt Berlinben élt. Hisz abban, hogy Grúzia az európai kultúra olvasztótégelye, ezért is támogatta Miheil Szaakasvili liberalista reformjait elősegítve a grúz gazdaságot és népességet, őt pedig arra ösztönözte, hogy az Európai Gazdasági Térségnek dolgozzon. Posztját azért függesztették fel, mert 2012-ben kormányváltás történt Grúziában.
2010 márciusában képviselte a Grúz Nemzetközi Tanácsot az Osztrák Külföldi Szolgálat ülésén.

## Családja
Polgári úton 1978. augusztus 30-án házasodott meg Pöckingben, egyházi úton 1978. szeptember 5-én házasodott meg Mont Sainte-Odile-ban Christian Meister (Stranberg, 1954. szeptember 1.) német jogásszal. Férjével 1997-ben váltak el. Gabriela volt szüleik hét gyermeke közül az egyetlen, aki rangon alul házasodott. Három gyermekük, és négy unokájuk született. 
2010-ben, az anyja halála után, a Csillagkeresztes Rend nagymestere lett.

## Fordítás
- Ez a szócikk részben vagy egészben  a   Gabriela von Habsburg című angol Wikipédia-szócikk fordításán alapul.  Az eredeti cikk szerkesztőit annak laptörténete sorolja fel. Ez a jelzés csupán a megfogalmazás eredetét és a szerzői jogokat jelzi, nem szolgál a cikkben szereplő információk forrásmegjelöléseként.